# گرث و یورگن اینگمن
گرث و یورگن اینگمن (به انگلیسی: Grethe and Jørgen Ingmann) خوانندگان دانمارکی بودند.
آن ها در سال ۱۹۶۳ در مسابقه یوروویژن شرکت کردند و برنده شدند. 